# Tétreaultville

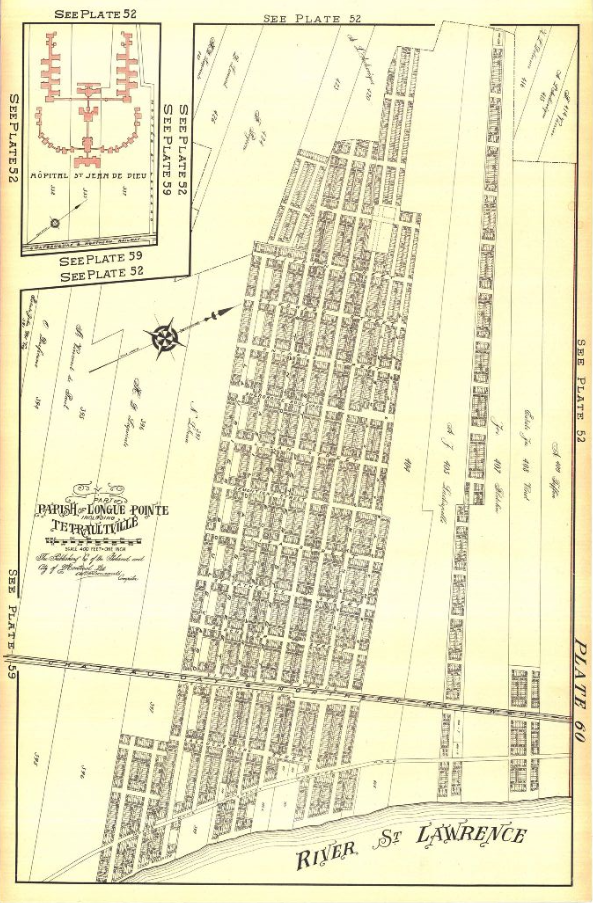
Tétreaultville en 1907

Tétreaultville est un quartier de référence de l'arrondissement de Mercier–Hochelaga-Maisonneuve la Ville de Montréal. 

## Géographie
Le quartier est délimité par le quartier Anjou au nord, le quartier Longue-Pointe à l'ouest, la ville de Montréal-Est à l'est et le fleuve St-Laurent au sud.

## Histoire

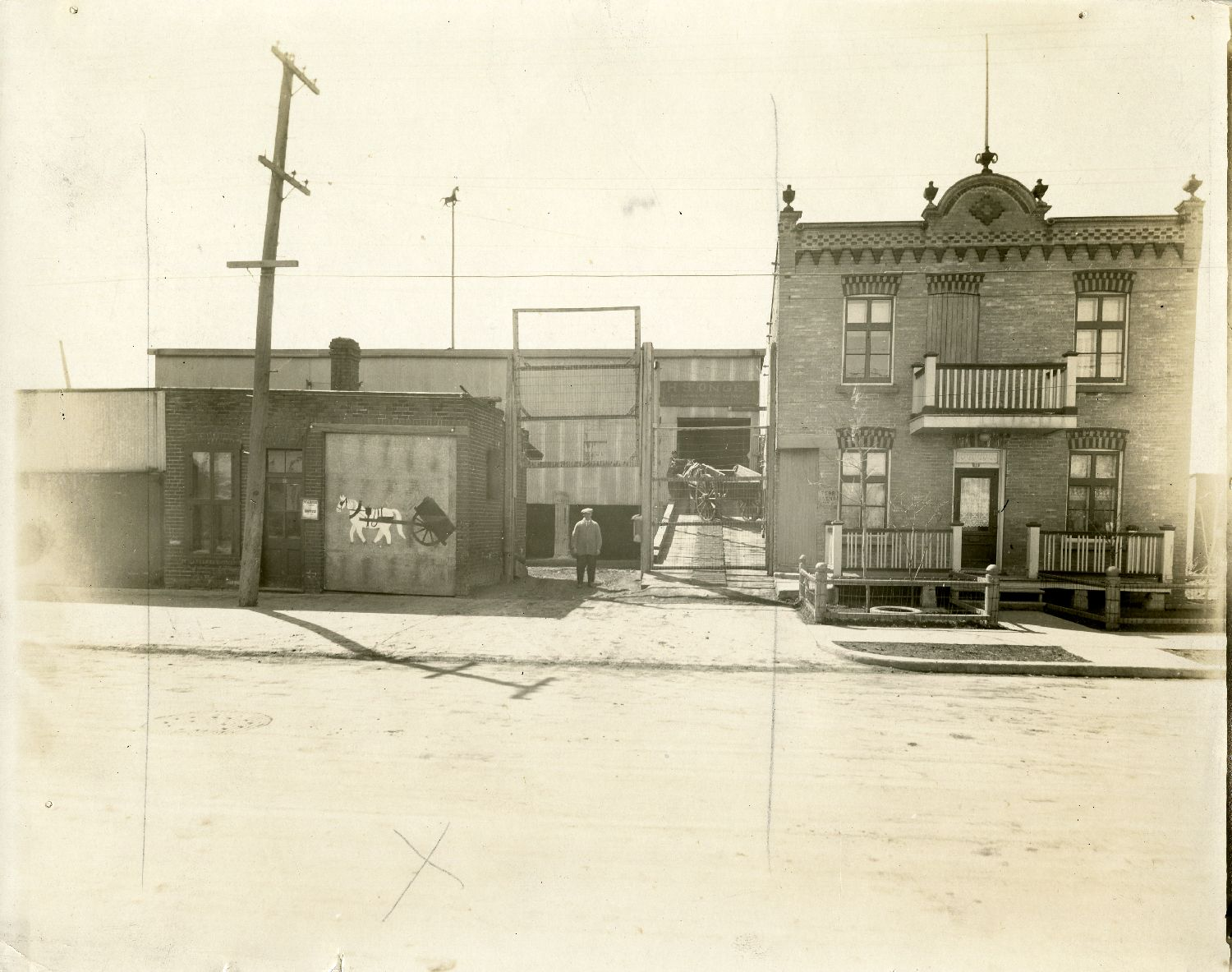
Tétreaultville vers 1920

Le 14 mars 1907, le village de Tétreaultville se détache de Longue-Pointe, créant la municipalité de Tétreaultville et la Commission scolaire de Tétreaultville. Le 4 juin 1910, Tétreaultville, ainsi que Longue-Pointe et Beaurivage sont annexés au territoire de Montréal . Le quartier ainsi formé prend le nom de Longue-Pointe. Le 5 mars 1915, le nom du quartier est changé pour Mercier, en souvenir d'Honoré Mercier père, ancien premier ministre du Québec. Le quartier, déjà scindé par la présence sur son territoire de l'hôpital Saint-Jean-de-Dieu, sera divisé en Mercier-Est et Mercier-Ouest à la suite de la construction du pont-tunnel Louis-Hippolyte-La Fontaine en 1967. En 2002, lors des fusions municipales de Montréal, les quartiers d'Hochelaga-Maisonneuve et Mercier deviennent l'arrondissement Mercier–Hochelaga-Maisonneuve. Tétreaultville est un des quartiers de référence en habitation de l'arrondissement.

## Toponymie
Tétreaultville rappelle le souvenir de Pierre Tétreault, un important propriétaire foncier de l'endroit qui fut donateur du terrain pour la construction de l'église Sainte-Claire-de-Tétreault. 

## Attraits du quartier
Au sud de la rue Notre-Dame, le Parc de la Promenade-Bellerive borde le fleuve Saint-Laurent sur une distance de 2,2 kilomètres. Lieu de villégiature, pêche, roller, cyclisme,  randonnée et plus, il est relié au quai de l'île Charron par une navette fluviale en été. L’hiver, plusieurs sentiers de ski de fond arpentent le parc. L’OSBL la Société d'animation de la Promenade-Bellerive s'est donnée pour mission « de maintenir et de développer une fenêtre sur le fleuve par la mise en œuvre d'activités sportives, de plein air, de loisirs, culturelles et récréotouristiques. » Le Parc de la Promenade-Bellerive fait partie du réseau des Grands parcs de Montréal.
Sur la rue Hochelaga, la maison de la culture Mercier (administré par la ville de Montréal), offre un service de bibliothèque jeunesse et adultes, des ateliers de création artistique, des expositions d’arts visuels et des spectacles de musique dans un auditorium de 400 sièges. Cette maison de la culture est surnommée la petite Place des Arts de l’est de Montréal.